# Parasteatoda tepidariorum australis
Звичайний сірий хатній павук (Parasteatoda tepidariorum australis) — підвид звичайного хатнього павука (Parasteatoda tepidariorum), цей підвид мешкає в М'янмі. У М'янмі 1895 року була описана самиця цього підвиду Тореллем Тамерланом. Розмір 4,5-6 мм, проте може досягати й більших розмірів. Можливо такого підвиду не існує, а у 1895 році був описаний павук виду Parasteatoda tepidariorum.